# Філадельфійська хромосома
Філадельфійська хромосома або філадельфійська транслокація — це генетична аномалія, що виникає внаслідок реципрокної транслокації (обміну ділянками) між ділянками 22-ї та 9-ї хромосом Ph1, t(9;22)(q34;q11) з подальшою експресією химерного білка. Цю аномалію пов'язують з хронічним мієлоцитарним лейкозом.

## Номенклатура
Філадельфійська хромосома позначається як Ph (або Ph') хромосома, а власне транслокація — t(9;22)(q34.1;q11.2). Це означає, що транслокація існує між хромосомами 9 та 22: розрив виник в ділянці 3, бенді 4, суб-бенді 1 довгого плеча (q) хромосоми 9 та в ділянці 1, бенді 1 суб-бенді 2 довго плеча хромосоми 22.

## Історія відкриття
Філадельфійська хромосома була вперше описана в 1960 році дослідниками Пітером Новеллом (англ. Peter Nowell), який працював на медичному факультеті Пенсильванського Університету (англ. University of Pennsylvania School of Medicine) та Давідом Хангерфордом (англ. David Hungerford), який працював в Центрі Раку Фокс Чейса (англ. Fox Chase Cancer Center)'s Інституту дослідження раку, що розташований в м. Філадельфія, на честь якого було названо Філадельфійську хромосому.
1973 року дослідниця Джанет Ровлі (англ. Janet Rowley) з Чиказького Університету повідомила про механізм утворення Філадельфійської хромосоми.